# Мухаммед Яр ибн Араб Катаган
Мухаммед Яр ибн Араб катаган (узб. Мухаммад Ёр ибн Араб катагон) (1560 — 1630) — узбекский историк эпохи Бухарского ханства.

## Биография
Бухарский историк Мухаммед Яр ибн Араб катаган из узбекского рода катаган родился в 1560 году в Бухаре. Начальное образование он получил в Бухаре.
Его главное сочинение «Мусаххир ал-билад» Покорение стран), написано в 1611 году посвящено Шейбаниду Абдулла-хану II и содержит описание политических событий, происходивших в Средней Азии при Шейбанидах. В «Мусаххир ал-билад» большое внимание уделено деятельности Шейбани-хана. Рассказы о нем и его потомках занимают более половины текста.

## Смерть
Мухаммед ибн Араб катаган умер в 1630 году.